# Kawaguchi Shinichi
Shinichi Kawaguchi (sinh ngày 13 tháng 6 năm 1977) là một cầu thủ bóng đá người Nhật Bản.

## Sự nghiệp câu lạc bộ
Shinichi Kawaguchi đã từng chơi cho Avispa Fukuoka.